# Arnsberger Leite
Die Arnsberger Leite ist eine Felsgruppe bei Arnsberg, einem Ortsteil des oberbayerischen Marktes Kipfenberg im Landkreis Eichstätt in Bayern.

## Lage
Die Arnsberger Leite liegt im Naturpark Altmühltal und erstreckt sich rechts der Altmühl zwischen Arnsberg und Böhming. Sie schließt sich am nördlichen Ortsausgang von Arnsberg an und ist Bestandteil des Landschaftsschutzgebietes Schutzzone im Naturpark Altmühltal (LSG-00565.01, WDPA-Nr. 396115) und des FFH-Gebietes des Fauna-Flora-Habitat-Gebiets Mittleres Altmühltal mit Wellheimer Trockental und Schambachtal (FFH-Nr. 7132-371; WDPA-Nr. 555521819).

## Beschreibung
Die Arnsberger Leite gehört zu den wohl landschaftlich schönsten Partien des gesamten Altmühltales. Das etwa 20,5 ha große Areal ist als bedeutendes Geotop und seit 1986 als Naturschutzgebiet (NSG-00271.01, WPDA 162239) ausgewiesen. Die Arnsberger Leite umfasst einen langgezogenen süd- bis südwestexponierten gleichmäßigen Steilhang mit steil aufragenden Dolomitfelsen und einen abrupten Übergang ins Plateau. Der Trockenhang mit seinen wertvollen Halbtrockenrasen, Trockenrasen, Saum-, Fels- und Waldgesellschaften zählt zu den sehr alten Huteflächen im Altmühltal.
Aus steilen Magerwiesen und mit verstreuten Wacholderbüschen, die als Schafweiden genutzt werden, ragen mächtige Dolomitfelsen. Auf der Steppenheide wachsen auch Arten, die sonst hauptsächlich nur im Südosten Europas oder südlich der Alpen beheimatet sind. Zum Erhalt dieser wertvollen Lebensräume wurden in Teilbereichen Pflegemaßnahmen durchgeführt. Ziel war und ist es, den teilweise zugewachsenen Trockenrasen wieder sukzessive zu öffnen und an die größeren Flächen anzubinden. Ergänzend werden die Felsköpfe von beschattenden Baum- und Strauchbewuchs befreit.
Der Hang selbst lässt sich in mehrere Pflanzengesellschaften unterteilen. Am Hangfuß kann sich die Feuchtigkeit länger halten und es wechseln sich dort Halbtrockenrasen mit Fettwiesenarten ab.
Hangaufwärts schließt sich der eigentliche Halbtrockenrasen an. Dort gedeihen auch viele stachelige Gewächse wie die Silberdistel oder bis zu zwei Meter hohe Pflanzen mit stark behaarten Blättern. Es gibt dort die Großblütige Königskerze und verschiedene Knabenkraut-Arten. 
Der Hangteil unterhalb der Felsen ist von lückenhaftem Trockenrasen bedeckt. Kennzeichnend hierfür sind außer bestimmten Gräsern wie Schillergras, Haldenblaugras auch Gamander, Frühlingsfingerkraut und Knolliger Hahnenfuß. 
Ganz oben folgen die Felsen, Felsstufen und Felsbänder. Sie sind der Lebensraum für eine Pflanzengesellschaft, die als Felssteppenrasen bezeichnet wird. Charakteristisch sind die Pfingstnelke, der Blaue Felslattich und das Bergsteinkraut. Dort gedeiht auch das seltene Immergrüne Felsenblümchen, das es sonst nur in kälteren Gegenden gibt. Zu den größten Seltenheiten der Altmühlalb zählt auch das Federgras, das ursprünglich aus den östlichen Steppen Europas stammt. Im Juni zur Blütezeit fällt es mit einer bis zu 30 Zentimeter langen Granne besonders auf. Zu finden ist das Gras auf einer Felsenterrasse unterhalb der so genannten Gelben Höhle.  Die Gelbe Höhle trägt die HFA Katasternummer I 100.
Eine weitere und nur für den Kletterer zugängliche Höhle liegt inmitten der Felswand. Sie wurde von der frühen Bronzezeit bis in die Römerzeit von Menschen benutzt. Zu den Funden gehören menschliche Schädelbruchstücke, die wohl auf Menschenopfer hindeuten.
Eine besondere Rarität ist der zur Insektengruppe der Netzflügler gehörende Libellen-Schmetterlingshaft. In der Roten Liste gefährdeter Tiere in Bayern ist diese Art als stark gefährdet eingestuft. 

## Zugang
Das Naturschutzgebiet ist ganzjährig frei zugängig. Es ist zu Fuß auf befestigten Wanderwegen (Altmühltal-Panoramaweg) gut erreichbar. 

## Bildergalerie

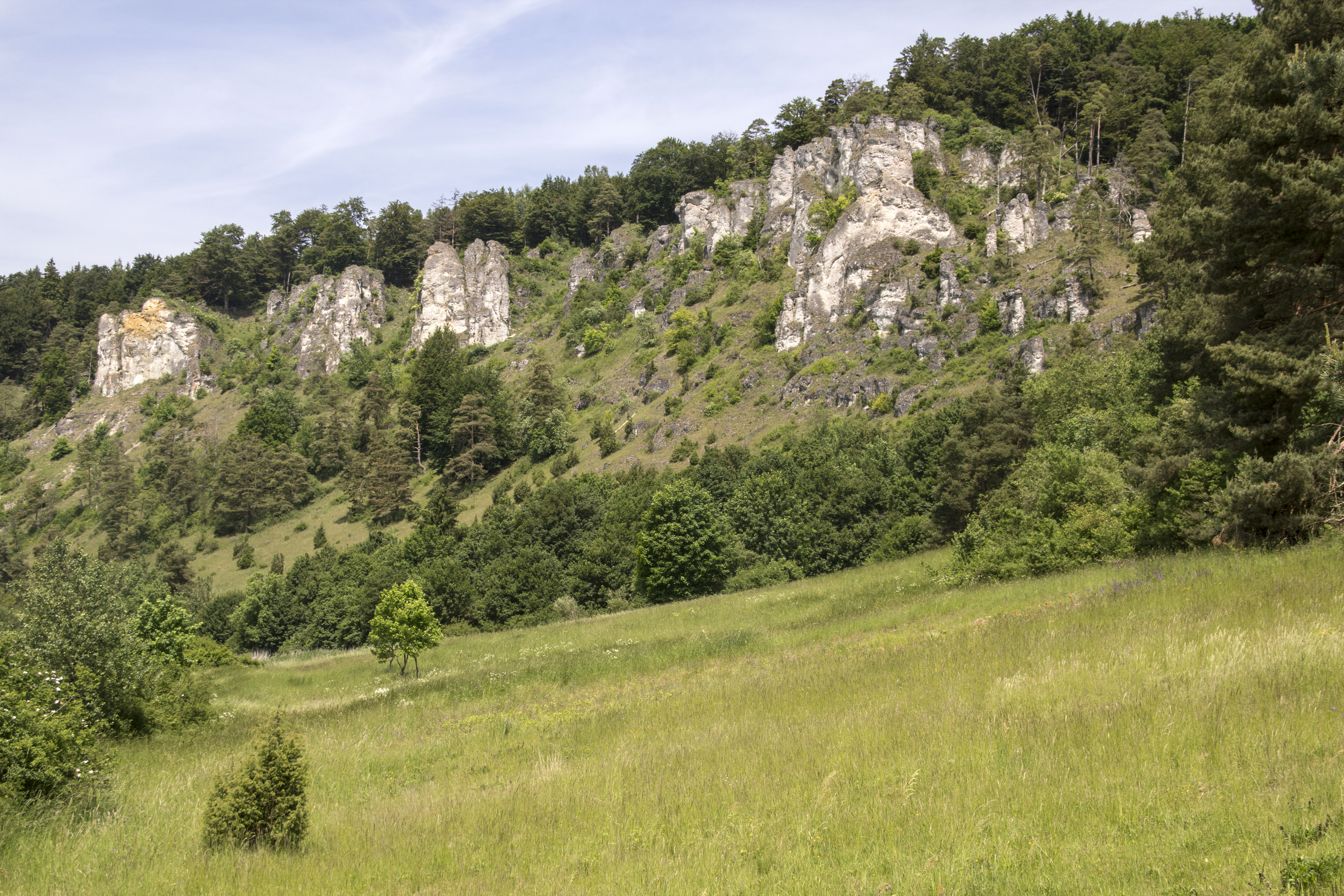
Sicht auf die Leite von Arnsberg aus
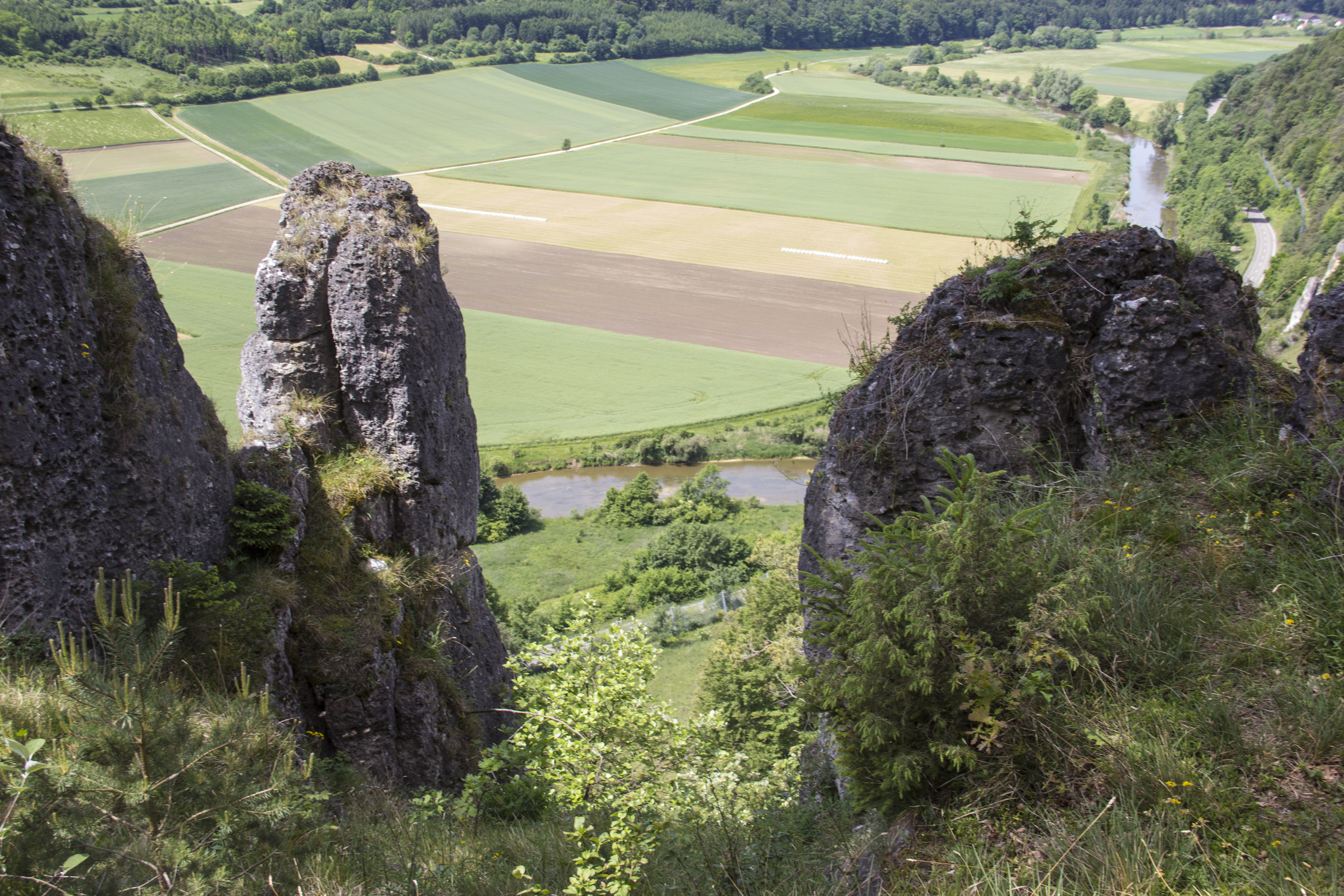
Felsnadeln
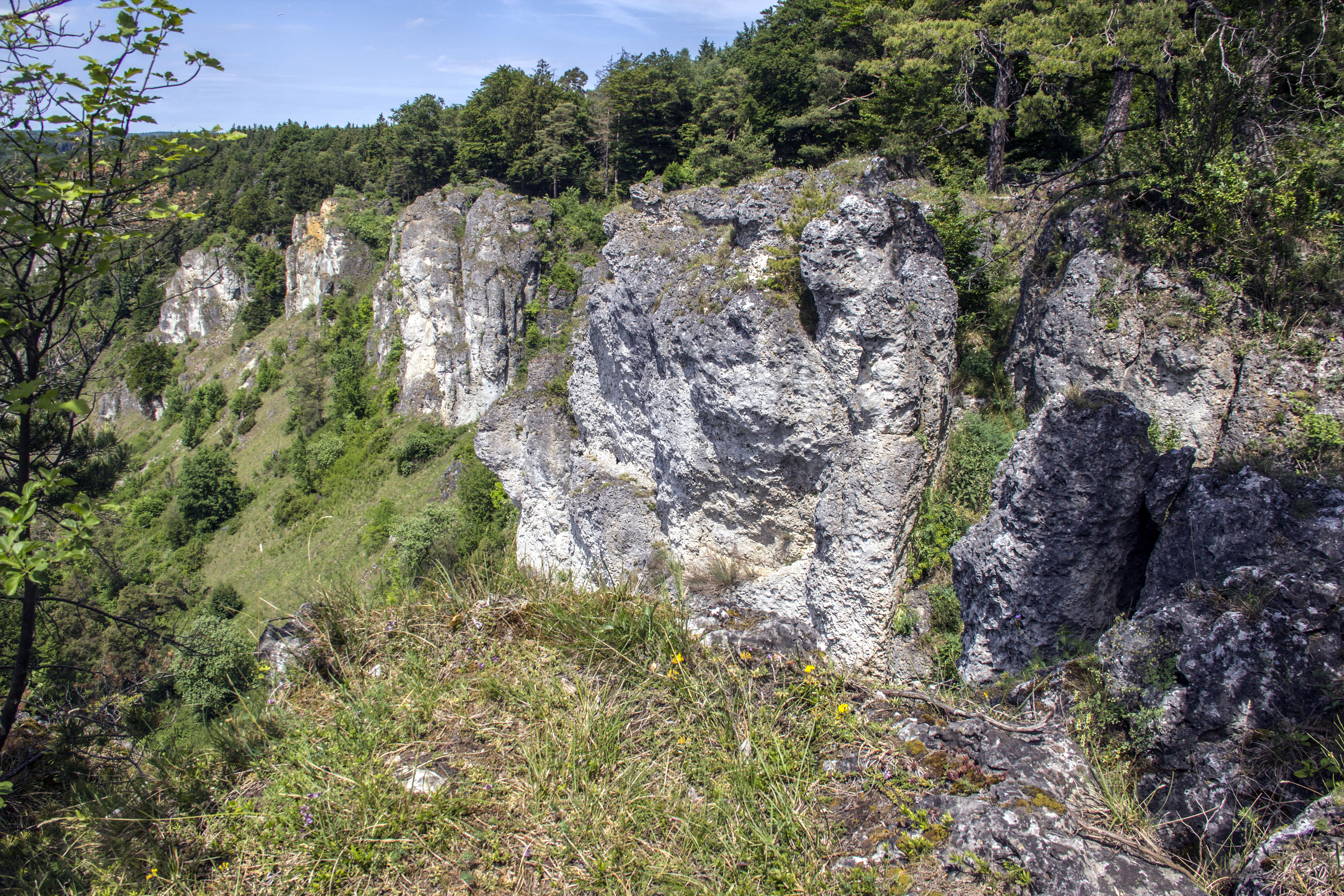
Felswände mit Spaltenhöhlen
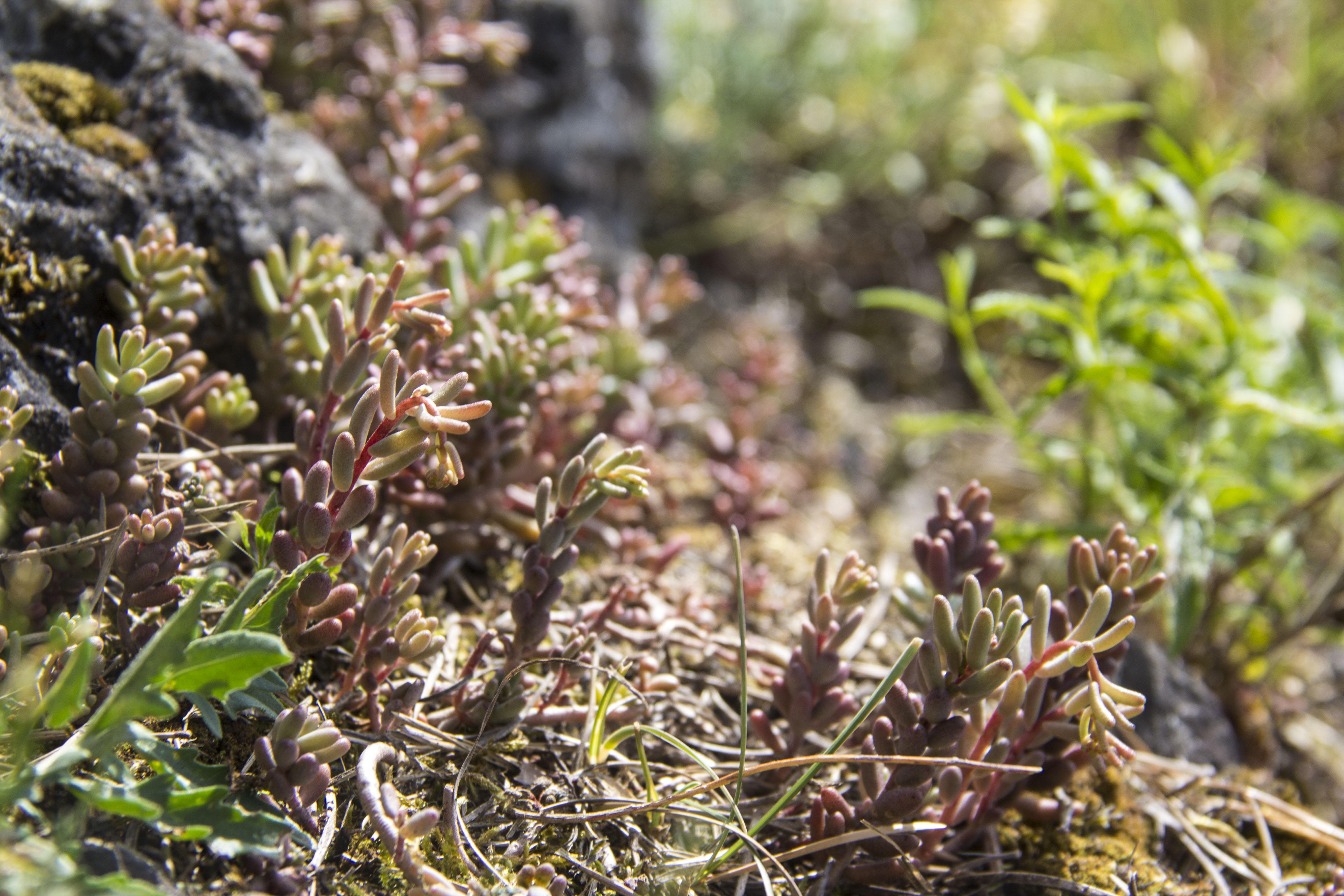
Felsbewuchs
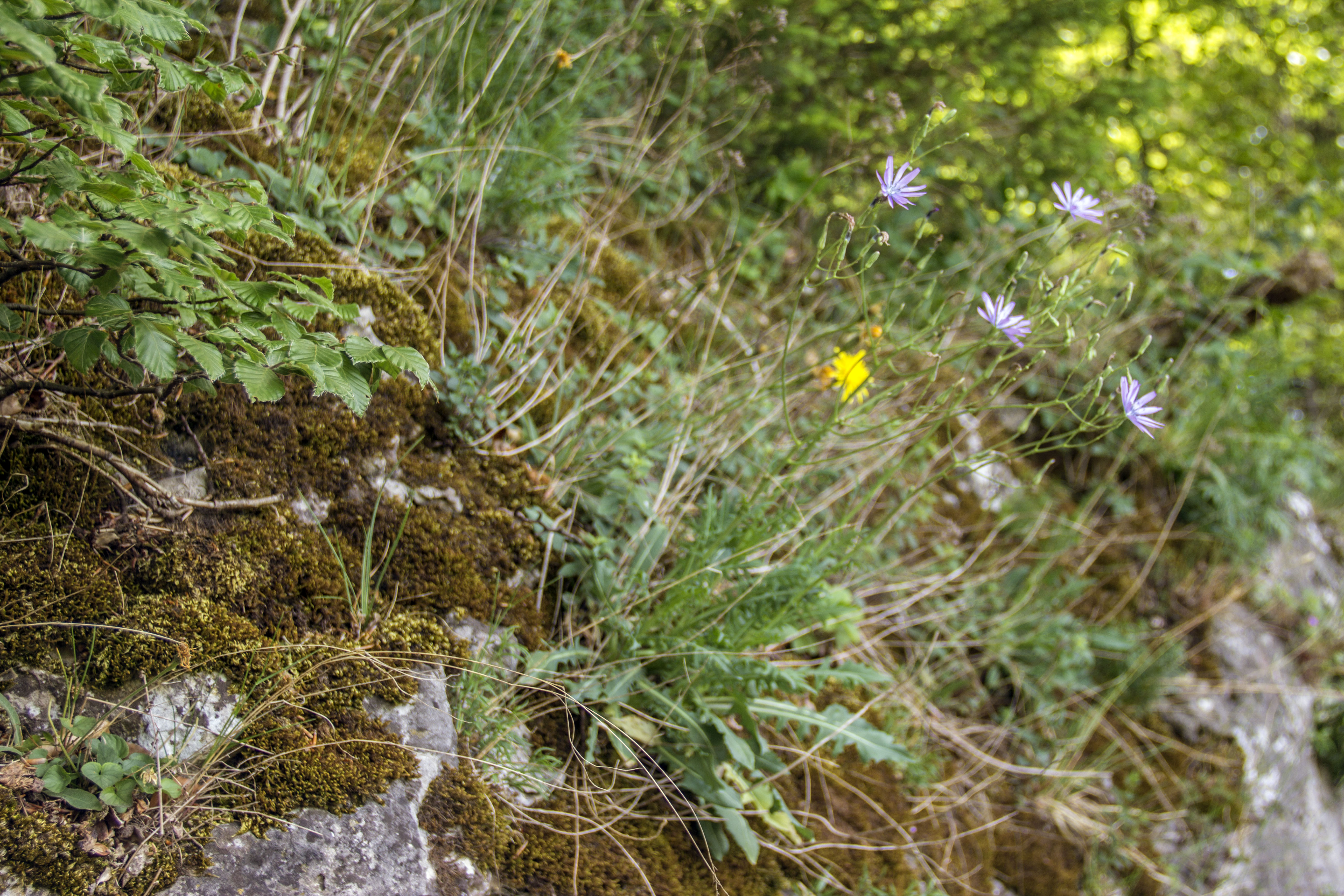
Felsbewuchs